# Vol
'Vol' (gestileerd in onderkast) is een single van Nederlandse zangeres Merel Baldé onder haar artiestennaam MEROL, uitgegeven op 15 september 2021 door Ammehoela Records en Universal Music. Het is tevens de lead single van Baldés debuutalbum Troostprijs. De single kwam de Vlaamse hitlijsten binnen tijdens de deelname van de artieste aan De Slimste Mens ter Wereld.

## Achtergrond
Het lied behandelt het hoge zelfbeeld van iemand op wie Baldé een oogje heeft. Ondanks die arrogantie laat ze merken dat ze de persoon in kwestie toch onweerstaanbaar vindt. De leadzanger Damiano David van de Italiaanse rockgroep Måneskin fungeerde als inspiratie voor Baldé. De band won in 2021 het Eurovisiesongfestival met hun nummber 'Zitti E Buoni' en braken daarna internationaal door.
Het gaat over verliefd worden op iemand die vol is van zichzelf. (...) Ik viel echt als een blok voor [Damiano David], maar ik vond het ook vervelend, want hij is ook heel arrogant en heel erg vol van zichzelf. Dus ik haatte het dat ik voor hem viel, maar ja, ik kon het ook niet laten.— MEROL
Het nummer bouwt op vanuit een simpele instrumentatie en is gemaakt in samenwerking met het Brabantse producerduo The Companions, dat ook onder andere 'Ze huilt maar ze lacht' van Maan heeft geproduceerd. 'Vol' is tevens de eerste single die is uitgegeven van Baldés debuutstudioalbum Troostprijs. Het album werd op 20 december 2021 via Instagram aangekondigd met een datum van uitgifte op 15 april 2022 en daarnaast maakte de artieste ook tourdata bekend door Nederland en Vlaanderen.

## Videoclip
De muziekvideo voor 'vol' speelt zich af in een rood belichte nachtclub, waar Baldé haar dubbelganger tegenkomt. Baldé wordt door haar naar zich toegetrokken, waarna ze dansen en zoenen. In een groen en blauw belichte WC vindt er orale seks plaats tussen de twee en wordt Baldé als een hond aan de lijn op haar knieën begeleid door haar dubbelganger. In afwisselende shots dansen Baldé in wit licht en haar dubbelganger in rood licht. Ten slotte wordt Baldé, ontbloot liggend op een tafel, op bloederige wijze verslonden door de clubgangers onder leiding van de dubbelganger.
De videoclip werd geregisseerd door Joost van Hezik en kwam op 30 september 2021 op YouTube, maar de clip ging weliswaar al op 26 september in première op het Nederlands Film Festival. Een 'lyric video' werd op de dag van de single-uitgifte geplaatst op YouTube.

## Promotie en ontvangst
'Vol' werd op 15 september 2021 uitgegeven. Het lied behaalde in eerste instantie niet de hitlijsten. Toen Baldé echter in november 2021 meedeed aan het Vlaamse programma De Slimste Mens ter Wereld, werd zij goed ontvangen door het Vlaamse publiek, waarna haar singles 'Hou je bek en bef me' en 'Vol' de Vlaamse Top50 op Spotify en de hitlijsten betraden. 'Vol' stond voor vijf weken in de Vlaamse Ultratop 50 met een piekpositie van 26. Na negen afleveringen werd zij verslagen, maar kwam weer terug in de finale samen met mede-Nederlander Arjen Lubach. Baldé verloor tegen intensivist Geert Meyfroidt en eindigde daarmee op de tweede plaats.
In Nederland trad Baldé op met het nummer bij radiostations Radio 538 en NPO 3FM.

## Hitnoteringen

### Vlaamse Ultratop 50
| Hitnotering: 04-12-2021 t/m 25-12-2021, 08-01-2022 t/m 30-01-2022 | Hitnotering: 04-12-2021 t/m 25-12-2021, 08-01-2022 t/m 30-01-2022 | Hitnotering: 04-12-2021 t/m 25-12-2021, 08-01-2022 t/m 30-01-2022 | Hitnotering: 04-12-2021 t/m 25-12-2021, 08-01-2022 t/m 30-01-2022 | Hitnotering: 04-12-2021 t/m 25-12-2021, 08-01-2022 t/m 30-01-2022 | Hitnotering: 04-12-2021 t/m 25-12-2021, 08-01-2022 t/m 30-01-2022 | Hitnotering: 04-12-2021 t/m 25-12-2021, 08-01-2022 t/m 30-01-2022 | Hitnotering: 04-12-2021 t/m 25-12-2021, 08-01-2022 t/m 30-01-2022 | Hitnotering: 04-12-2021 t/m 25-12-2021, 08-01-2022 t/m 30-01-2022 | Hitnotering: 04-12-2021 t/m 25-12-2021, 08-01-2022 t/m 30-01-2022 | Hitnotering: 04-12-2021 t/m 25-12-2021, 08-01-2022 t/m 30-01-2022 |
| Week:                                                             | 1                                                                 | 2                                                                 | 3                                                                 | 4                                                                 |                                                                   | 5                                                                 | 6                                                                 | 6                                                                 | 7                                                                 |                                                                   |
| ----------------------------------------------------------------- | ----------------------------------------------------------------- | ----------------------------------------------------------------- | ----------------------------------------------------------------- | ----------------------------------------------------------------- | ----------------------------------------------------------------- | ----------------------------------------------------------------- | ----------------------------------------------------------------- | ----------------------------------------------------------------- | ----------------------------------------------------------------- | ----------------------------------------------------------------- |
| Positie:                                                          | 37                                                                | 29                                                                | 26                                                                | 43                                                                | uit                                                               | 37                                                                | 38                                                                | 38                                                                | 45                                                                | uit                                                               |